# 印度钢铁管理局
印度钢铁管理局有限公司 (SAIL)是印度最大的钢铁企业之一，国有股占总股本75%。铁矿石基本自给。24%的炼焦煤产自国内，其余靠进口。2014-15财年，粗钢产量1390万吨，发电710 MWh.

## 历史

### 1959–1973
1954年1月19日在新德里成立印度斯坦钢铁有限公司（Hindustan Steel Limited, HSL）。仅有一家引进德国技术的钢厂：位于在奥里萨邦的鲁吉拉钢厂。1956年7月公司注册地迁往加尔各答。1957年4月，印度钢铁部下辖的比莱钢厂与杜尔加布尔钢厂并入印度斯坦钢铁有限公司。1958年12月公司注册地迁往蘭契。1964年1月29日建立博卡罗钢厂。

### 控股公司
1972年12月2日，印度议会批准组建钢铁控股公司——印度钢铁管理局有限公司，注册资本200亿卢比（3.11亿美元），下辖五家炼钢厂与合金钢厂、Salem Steel Plant。1978年印度钢铁管理局有限公司重组为自营公司（operating company）。
2002年3月31日有雇员170,368人。随后逐年消减员额。

## 组织结构

### 钢铁联合企业

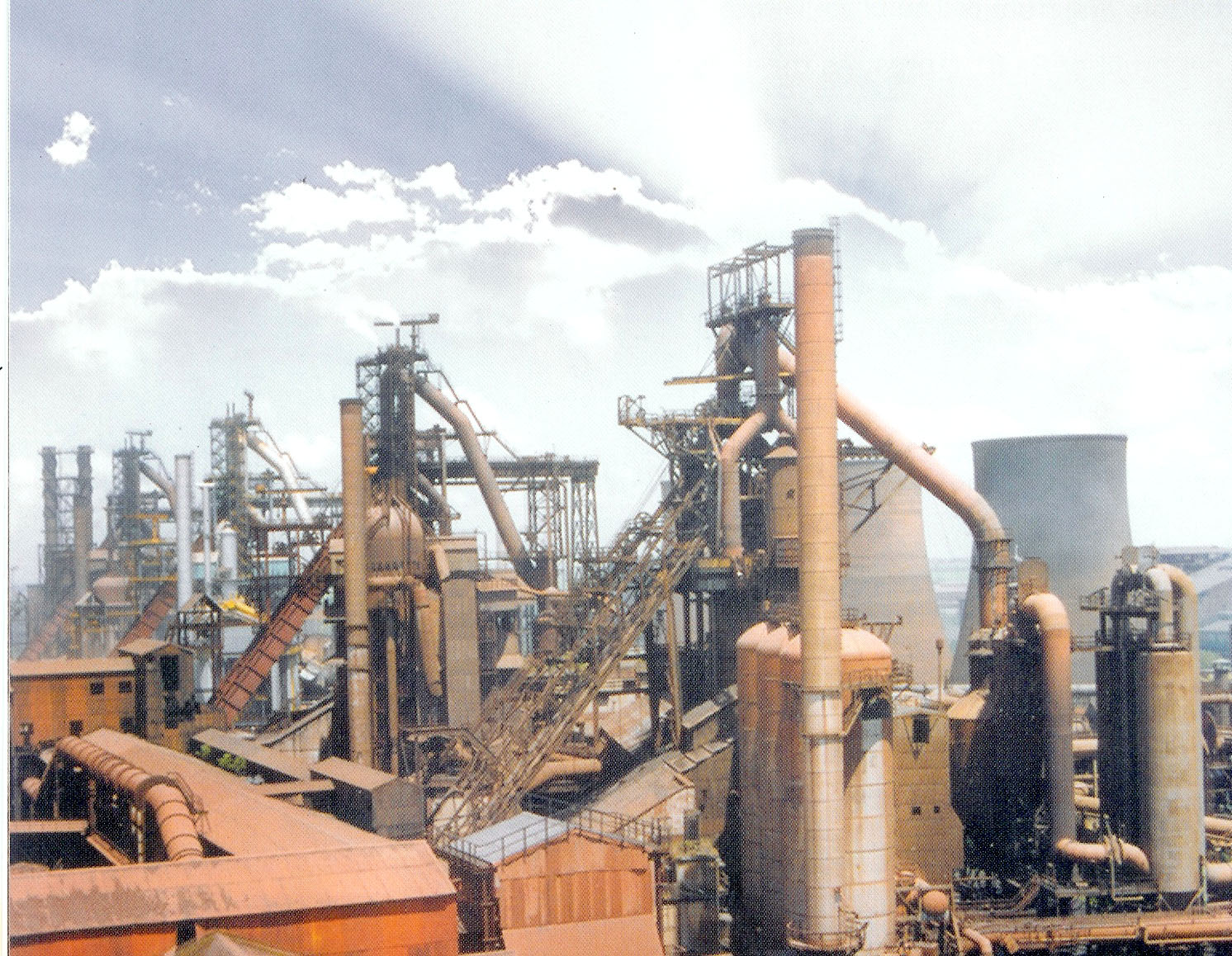
Durgapur Steel plant

1. 鲁吉拉钢厂（英语：Rourkela Steel Plant）(RSP)  1959年德国技术
2. 比莱钢厂（英语：Bhilai Steel Plant） (BSP) 1959年苏联技术
3. 杜尔加布尔钢厂（英语：Durgapur Steel Plant）(DSP)1965年英国技术
4. 博卡罗钢厂（英语：Bokaro Steel Plant）1965年苏联技术
5. 印度铁钢公司钢厂（英语：IISCO Steel Plant） (ISP)

### 特钢
1. 合金钢厂(ASP)，位于西孟加拉邦杜爾加布爾
2. Salem Steel Plant（英语：Salem Steel Plant） (SSP), 泰米尔纳德邦
3. 维斯瓦利亚铁钢有限公司（英语：Visvesvaraya Iron and Steel Limited） (VISL), 在巴德拉瓦蒂

### 铁合金厂
1. 钱德拉普尔铁合金厂（英语：Chandrapur ferro alloy plant） (CFP)

### 耐火材料厂
1. SAIL Refractory Unit, Bhandaridah in Jharkhand
2. SAIL Refractory Unit, Bhilai in Chhattisgarh
3. SAIL Refractory Unit, IFICO, Ramgarh in Jharkhand
4. SAIL Refractory Unit, Ranchi Road in Jharkhand

### 直属机构
1. 工程技术中心Centre for Engineering and Technology
2. 铁钢研发中心Research and Development Centre for Iron and Steel
3. 印钢咨询机构SAIL Consultancy Organisation[9]
4. 环境管理部门Environment Management Division [10]